# Cyrtandra longipedunculata
Cyrtandra longipedunculata là một loài thực vật có hoa trong họ Tai voi. Loài này được Rech. mô tả khoa học đầu tiên năm 1908.